# Lletra d'unitat

Línia d'ordres del MS-DOS: unitat C:, carpeta WIKIPEDIA.

La lletra d'unitat és una forma lògica d'anomenar i reconèixer les unitats de disc o particions en els sistemes operatius MS-DOS i Microsoft Windows; aquest ús es troba ara només en els sistemes operatius de Microsoft. Altres sistemes com Unix aconsegueixen que els discs es vegin en un directori que es pot triar.
Normalment, tant MS-DOS com Windows denominen als seus discs o particions de la manera següent:
- A: \ - Unitat de disquet (3,5 polzades és l'estàndard actual).
- B: \ - Reservada tradicionalment per a la segona unitat de disquet.
- C: \ - Partició o disc dur principal. Sol ser on s'instal el SO i els programes.
- D: \ fins a Z: \ - Altres discs durs o particions.
- D: \ fins a Z: \ - Després dels discs durs, van les unitats de CD i DVD, targetes de memòria flaix, càmeres digitals i altres dispositius amb capacitat d'emmagatzematge, sobretot extraïbles.

L'ordre en què s'assigna les unitats a partir de C: són:
- Primer totes les particions primàries. MS-DOS suposa que cada disc només té una primària.
  - Primer la primària del primer, després la primària del segon.
- Després d'haver assignat totes les primàries s'assigna les lògiques.
  - Primer totes les lògiques del primer en ordre, després totes les del segon, fins a acabar.
- Després els unitats extraïbles (CD-ROM i altres). Si són endollables són assignades per ordre d'aparició. Amb el que una unitat que ara és F: després pot ser una altra lletra.

## Particionat de disc
Si anem a particionar un disc dur per a escollir una partició per al nostre SO i una altra per a dades, és aconsellable formatar les dues particions, ja que si no ho fem i instal·lem el SO, s'assignarà la unitat C: per a la partició del SO, les següents per a unitats de CD, lectors de targeta, etc. i la segona partició del disc, apareixerà, un cop estesa la partició, com a unitat E, F o una altra.